# Communauté de communes du Pays de Serre-Ponçon
Die Communauté de communes du Pays de Serre-Ponçon war ein französischer Gemeindeverband mit der Rechtsform einer Communauté de communes in den Départements Hautes-Alpes und Alpes-de-Haute-Provence der Region Provence-Alpes-Côte d’Azur. Sie wurde am 30. Dezember 1994 gegründet und umfasste zuletzt acht Gemeinden. Der Verwaltungssitz befand sich im Ort Espinasses. Eine Besonderheit ist die Département-übergreifende Mitgliedschaft ihrer Gemeinden.

## Historische Entwicklung
Die Gemeinde Bellaffaire wechselte am 1. Januar 2016 zur Communauté de communes de La Motte du Caire-Turriers.
Am 1. Januar 2017 wurde der Gemeindeverband mit der Communauté de communes de la Vallée de l’Avance (ohne die Gemeinde Chorges) zur Communauté de communes Serre-Ponçon Val d’Avance zusammengeschlossen. Die Gemeinde Chorges wurde der neuen Communauté de communes Serre-Ponçon eingegliedert.

## Ehemalige Mitgliedsgemeinden

### Département Hautes-Alpes
1. Bréziers
2. Espinasses
3. Remollon
4. Rochebrune
5. Rousset
6. Théus

### Département Alpes-de-Haute-Provence
1. Piégut
2. Venterol